# سفارة كوريا الجنوبية في إيطاليا
سفارة كوريا الجنوبية في إيطاليا هي أرفع تمثيل دبلوماسي لدولة كوريا الجنوبية لدى إيطاليا. تقع السفارة في روما وهي تهدف لتعزيز المصالح الكورية جنوبية في إيطاليا.

## وصلات خارجية
- الموقع الرسمي
- قائمة سفارات كوريا الجنوبية
- قائمة السفارات في إيطاليا